# Луиза фон Саксония-Майнинген
Вилхелмина Луиза Христина фон Саксония-Майнинген (на немски: Wilhelmine Luise Christine von Sachsen-Meiningen; * 6 август 1752 във Франкфурт на Майн; † 3 юни 1805 в Касел) е принцеса от Саксония-Майнинген и чрез женитба ландграфиня на Хесен-Филипстал-Бархфелд.
Тя е дъщеря на херцог Антон Улрих фон Саксония-Майнинген (1687–1763) и втората му съпруга Шарлота Амалия (1730–1801), дъщеря на ландграф Карл I фон Хесен-Филипстал.
Луиза се омъжва на 18 октомври 1781 г. в Майнинген за Адолф (1743–1803), ландграф на Хесен-Филипстал-Бархфелд.
След като става вдовица през 1803 г., тя, с потвържедение от съда, успява да стане опекун на трите си синове.

## Деца
Луиза има в брака си с Адолф фон Хесен-Филипстал-Бархфелд децата:
- Фридрих (1782–1783)
- Карл (1784–1854), ландграф на Хесен-Филипстал-Бархфелд

∞ 1. 1816 принцеса Августа цу Хоенлое-Ингелфинген (1793–1821)
∞ 2. 1823 принцеса София цу Бентхайм и Щайнфурт (1794–1873)
- Вилхелм (1786–1834)

∞ 1812 принцеса Юлиана София Датска (1788–1850)
- Георг (1787–1788)
- Ернст Фридрих (1789–1850)
- Шарлота (*/† 1794)